# D'un film à l'autre
D'un film à l'autre is een Franse documentaire uit 2011 onder regie van Claude Lelouch.

## Verhaal
De documentaire gaat over het oeuvre van de Franse regisseur Claude Lelouch. Hij geeft zijn visie op zijn werk door middel van filmfragmenten en vraaggesprekken. Hij praat over zijn medewerkers en het verband tussen zijn werk en zijn privéleven.

## Rolverdeling
| Acteur             | Personage  |
| ------------------ | ---------- |
| Claude Lelouch     | Vertelstem |
| Anouk Aimée        | Zichzelf   |
| Richard Anconina   | Zichzelf   |
| Fanny Ardant       | Zichzelf   |
| Pierre Arditi      | Zichzelf   |
| Jean-Paul Belmondo | Zichzelf   |
| Richard Berry      | Zichzelf   |
| Jacques Brel       | Zichzelf   |
| Patrick Bruel      | Zichzelf   |
| James Caan         | Zichzelf   |
| Geraldine Chaplin  | Zichzelf   |
| Laurent Couson     | Simon      |
| Audrey Dana        | Zichzelf   |
| Catherine Deneuve  | Zichzelf   |
| Charles Denner     | Zichzelf   |
| Françoise Fabian   | Zichzelf   |
| Jacques Gamblin    | Zichzelf   |
| Nicole Garcia      | Zichzelf   |
| Annie Girardot     | Zichzelf   |
| Francis Lai        | Zichzelf   |
| Aldo Maccione      | Zichzelf   |
| Maïwenn            | Zichzelf   |
| Yves Montand       | Zichzelf   |
| Charlotte Rampling | Zichzelf   |
| Sharon Stone       | Zichzelf   |
| Lino Ventura       | Zichzelf   |